# Dragon Ball Z: Idainaru Son Goku Densetsu
Dragon Ball Z: Idainaru Son Goku Densetsu es un videojuego de lucha de 1994 desarrollado por B.B. Studio y publicado por Bandai para el complemento PC Engine. En base a la franquicia de Akira Toriyama Dragon Ball, es un recuento de Goku en sus siete grandes batallas en el transcurso de la serie hasta el final de la saga de Cell Games. 
Idainaru Son Goku Densetsu fue creado por la mayor parte del mismo equipo de Estudio BB que continuaría trabajando en Dragon Ball Z: Idainaru Dragon Ball Densetsu. El juego recibió una recepción generalmente positiva de los críticos que lo revisaron como un título de importación pero las críticas se dirigieron a su nivel de dificultad.

## Modo de juego
Dragon Ball Z: Idainaru Son Goku Densetsu es un juego de lucha similar a la subserie Super Butōden en super nintendo y Buyū Retsuden en Mega Drive, que vuelve a contar siete encuentros importantes que Goku tuvo en el transcurso de la serie Dragon Ball hasta la conclusión de la saga Cell Games como pelear con el asesino Tao Pai Pai, enfrentarse a Ten Shin Han y Piccolo Jr en el Tenkaichi Budōkai, destruir Piccolo Daimaō, proteger la Tierra de Vegeta, salvar a Namek de Freezer y sacrificando su vida de Cell.
Gohan y otros personajes cuentan la trama a través de cinemáticas a Goten, cuyo padre murió antes de su nacimiento y los jugadores tienen la opción de seleccionar cualquiera de las historias y enfrentarse al enemigo. Las peleas en el juego se dividen en dos formatos: un formato de Street Fighter II -es que usa un avión de batalla de cuatro niveles que recuerda a Fatal Fury donde los jugadores deben cargar una barra de energía para activar un ataque especial contra el oponente durante otro segmento de juego, donde los jugadores eligen el ataque a realizar. Durante el segmento de lucha, los jugadores pueden realizar acciones como bloquear los ataques entrantes y disparar un proyectil.

## Desarrollo y lanzamiento
Dragon Ball Z: Idainaru Son Goku Densetsu fue creado por la mayor parte del mismo equipo en BEC que continuaría trabajando en Dragon Ball Z: Idainaru Dragon Ball Densetsu. Makoto Asanuma y Tokuji Komine encabezan el proyecto como productor y director respectivamente. Hisayasu Suzuki se desempeñó como diseñador de sistemas de juego y también actuó como programador junto a Junichi Kawai y Kunihiko Shimizu. Muneshige Ikeshita, Toshihiro Uchibori y Yoshihiro Nakagawachi fueron los responsables del pixel art, entre otras personas que colaboraron en el departamento visual. La música de generador de sonido programable fue compuesta por Koichi Shimamura. El título fue publicado para el complemento PC Engine Super CD-ROM² por Bandai en Japón el 11 de noviembre de 1994.

### Recepción
| Publicación         | Puntaje     |
| ------------------- | ----------- |
| Consolas +          | 95%         |
| Famitsu             | 26/40       |
| Joypad              | 93%         |
| Superjuegos         | 92/100      |
| Motor de PC Dengeki | 86,25 / 100 |

El juego recibió una recepción positiva de revistas como Dengeki G's Magazine y medios que lo revisaron como un título de importación. En una encuesta pública realizada por PC Engine Fan, el juego recibió una puntuación de 22,1 sobre 30, lo que indica un seguimiento popular. El título vendió aproximadamente 40.000 copias durante su vida en Japón.
Los cuatro revisores de Famitsu elogiaron a Dragon Ball Z: Idainaru Son Goku Densetsu por sus imágenes y el uso del formato de CD-ROM, pero lo consideraron inferior en comparación con la adaptación de anime. Grégoire Hellot alabó el ritmo de juego rápido, fusión entre el combate y animación interactiva así como secuencias animadas para ser fiel al material original, pero criticó los controles para los recién llegados y alto nivel de dificultad. Consoles + François Garnier y Maxime Roure también elogiaron la presentación del título por ser fiel a la serie, gráficos, animaciones fluidas, diseño de audio, longevidad y jugabilidad.
Superjuegos hizo grandes comentarios sobre los segmentos animados, la arena de juego de cuatro niveles, la música, los efectos de sonido y la jugabilidad, pero criticó su dificultad y la barrera del idioma.